# Ptychotis saxifraga
Espèce
Classification phylogénétique
Ptychotis saxifraga est une espèce de plantes à fleurs de la famille des Apiaceae. C'est une plante herbacée bisannuelle spontanée, mais relativement rare, dans les régions montagneuses du sud-ouest européen, notamment dans les Alpes maritimes (France, Italie).
- Noms vernaculaires : Ptychotis saxifrage, Ptychotis à feuilles variées.

Le nom générique Ptychotis est formé sur les racines grecques ptychè, pli, et otis, oreille, en référence à la forme des pétales repliés en forme d'oreillettes.

## Description
Le ptychotis saxifrage est une plante herbacée bisannuelle de 40 à 80 cm de haut.
La tige, très ramifiée, est sillonnée de stries dans le sens de la longueur. La racine est du type pivotant.
Les feuilles, très divisées, sont polymorphes, celles de la base en folioles larges en forme de losanges, celles situées plus haut sur la tige en segments très allongés et étroits.
Les inflorescences sont des ombelles composées portant une douzaine d'ombellules de petites fleurs blanches. Les sépales sont réduits à 5 pointes surmontant l'ovaire. Les pétales au nombre de cinq, libres, sont découpés en forme de cœur.

## Distribution
Espèce spontanée dans l'Europe du Sud-Ouest (Sud-Est de la France, Suisse, Italie, péninsule Ibérique).
On la trouve jusqu'à 1500 à 2000 mètres d'altitude dans des zones rocailleuses, calcaires.

## Synonymes
- Ptychotis heterophylla  W.D.J.Koch.
- Seseli saxifragum L.